# Residència de les Terres Baixes de Padang
La residència de les Terres Baixes de Padang (Residentië Padangsche-Benedenlanden) fou una subdivisió administrativa de Sumatra sota domini holandès. Formava part del govern de la Costa Occidental, amb capital a Padang (població sota domini holandès des de 1819).
Dins de la residència hi va arribar a haver el 1857 fins a 44 territoris. El 1905 es va reorganitzar i les subdivisions van quedar reduïdes a quatre:
- Indrapura
- Lunang
- Silaut
- Tapan